# Microgaster areolaris
Microgaster areolaris är en stekelart som beskrevs av Thomson 1895. Microgaster areolaris ingår i släktet Microgaster och familjen bracksteklar. Arten är reproducerande i Sverige. Inga underarter finns listade i Catalogue of Life.